# Stara Biała (gemeente)
De gemeente Stara Biała is een landgemeente in het Poolse woiwodschap Mazovië, in powiat Płocki.
De zetel van de gemeente is in Biała.
Op 30 juni 2004 telde de gemeente 9706 inwoners.

## Oppervlakte gegevens
In 2002 bedroeg de totale oppervlakte van gemeente Stara Biała 111,12 km², waarvan:
- agrarisch gebied: 76%
- bossen: 11%

De gemeente beslaat 6,18% van de totale oppervlakte van de powiat.

## Demografie
Stand op 30 juni 2004:
| Omschrijving                   | Totaal | Totaal | Vrouwen | Vrouwen | Mannen | Mannen |
| ------------------------------ | ------ | ------ | ------- | ------- | ------ | ------ |
| eenheid                        | aantal | %      | aantal  | %       | aantal | %      |
| inwoners                       | 9706   | 100    | 4811    | 49,6    | 4895   | 50,4   |
| bevolkingsdichtheid (inw./km²) | 87,3   | 87,3   | 43,3    | 43,3    | 44,1   | 44,1   |

In 2002 bedroeg het gemiddelde inkomen per inwoner 1738 zł.

## Administratieve plaatsen (sołectwo)
Biała, Bronowo Kmiece, Bronowo-Zalesie, Brwilno, Dziarnowo, Kamionki, Kobierniki, Kowalewko, Kruszczewo, Mańkowo, Maszewo, Maszewo Duże, Miłodróż, Nowa Biała, Nowe Draganie, Nowe Proboszczewice, Nowe Trzepowo, Srebrna, Stara Biała, Stare Proboszczewice.

## Overige plaatsen
Antonówka, Biała-Parcela, Ludwikowo, Nowe Bronowo, Ogorzelice, Pieńki, Poświętne, Trzebuń, Ulaszewo, Włoczewo, Wyszyna.

## Aangrenzende gemeenten
Bielsk, Brudzeń Duży, Gozdowo, Nowy Duninów, Płock, Radzanowo